# Анна Затонских
Анна Затонских (на украински: Анна Затонських) е американска шахматистка от украински произход, гросмайстор за жени.

## Кариера
Затонских е шампионка на САЩ през 2006 г. Повтаря успеха си през 2008 г., когато побеждава в плейофен мач Ирина Круш, след като двете завършват със 7,5 т. в крайното класиране на първенството. След това постижение, Затонских участва на турнира по ускорен шахмат „Мемориал Серебряник“ в Украйна, който тя спечелва с резултат 8/9 т. През 2009 г. спечелва за трети път американското първенство за жени с резултат 8,5/9 точки.
Американката участва на световното първенство за жени в Налчик през 2008 г., където отпада във втория кръг от Татяна Косинцева с 1,5:0,5.
В периода 2000 – 2001 г. се състезава за украинския клуб „А. В. Момот“.

## Личен живот
Анна Затонских е омъжена за германския гросмайстор Даниел Фридман. Двамата имат дъщера София и цялото семейство живее в Германия.